# Крохоняткины (купеческий род)
Крохоняткины — ярославский купеческий род. Происходят из «старинных посадских» Сретенской сотни Ярославля. Крупнейшие хлеботорговцы и судовладельцы в Ярославле в XIX веке.

## Родоначальники
Иван Григорьевич Крохоняткин (1775–1833) — родоначальник купеческого дела. Хлеботорговец. Купец 3-й гильдии. У Ивана Григорьевича и Агриппины Яковлевны, его жены, родилось 9 детей. Он избирался заседателем Губернской уголовной палаты.
Павел Иванович Крохоняткин (1804—1876) — в 1833 г. после смерти Ивана, встал во главе предприятия. Участвовал и в городском самоуправлении. Избирался на пост городского головы. Вместе с братьями Андреем и Семёном расширил дело. В 1834 г. семья купца уже значится во 2-й гильдии. Крохоняткины становятся крупнейшими хлеботорговцами Ярославля, которые закупали хлеб в Поволжских губерниях, а затем продавали его в Санкт-Петербурге, Москве, в Вологодской и Архангельской губерниях. В 1848 г. купцы в Ярославле построили паровую мельницу, оборот которой составлял несколько сотен тысяч рублей в год. Именно её в 1888 г. купил Иван Александрович Вахрамеев.
Крохоняткины были крупнейшими ярославскими судовладельцами и купцами 1-й гильдии. Владели пароходами «Ярославль», «Проворный», «Малоярославец» и «Которость».

## Представители
Александр Павлович Крохоняткин (1832) — сын Павла Ивановича и Александры Николаевны Шешуновой. Открыл механический завод в 1880 году, где изготавливались механические приспособления для разных фабрик и заводов.
Андрей Иванович Крохоняткин (1811 — 1878) — брат Павла Ивановича был женат на Ольге Константиновне. Дети: Геннадий (1835 — 1911), Константин (1837 — 1908 — хлеботорговец), Екатерина (1842).
Семён Иванович Крохоняткин (1820 — 1900) женат на Марии Александровне Пастуховой (1822 — 1903) — представительнице одного из богатейших купеческих семейств России. У них было 7 детей.
После смерти Павла Ивановича в 1882 г., мельницу купил Иван Александрович Вахромеев, женатый на Елизавете Семёновне Крохоняткиной. У них было 6 детей. В течение четырнадцати лет Иван Александрович Вахромеев был ярославским городским головой. Во время его службы Ярославль был значительно оборудован: вымощены улицы, разбит бульвар, проведен трамвай, построен водопровод, устроено электроосвещение. Вахрамеев был удостоен звания почётного гражданина Ярославля в 1887г.
Николай Семёнович Крохоняткин (1843 — 1910) был женат на Марии Порфирьевне Оловянишниковой (1850 — 1872) — из купеческого рода Оловянишниковых. У них было 3 детей.
Надежда Николаевна Крохоняткина — дочь Николая Николаевича. Замужем за ярославским городским архитектором Григорием Васильевичем Саренко, в 1911 году. Он построил в Ярославле целый ряд зданий, определяющих облик города. В советские годы его судьба сложилась трагически —  по сфальсифицированному обвинению он был в ссылке в Казахстане, а в 1937 арестован в Чимкенте и расстрелян.
Художник Пётр Борисович Крохоняткин и его сын, также художник Платон Петрович Крохоняткин .

## Финансовая катастрофа
Главная катастрофа семейства Крохоняткиных — финансовый крах — случилась уже после сложения полномочий городского головы. В 1858 году долги Павла Крохоняткина составляли 50332 рубля, а в 1868 году — более 400 тысяч. Кроме именитых купцов среди кредиторов оказались Государственный коммерческий банк и Саратовская казенная палата (95247 руб. 51 коп. на 1859 год). Возвращением казенных долгов занялся сам император.
Пока император взыскивал государственные долги, частные кредиторы скромно ждали в стороне. Дождались они немногого. 24 апреля 1868 года им предложили прекратить дело о взыскании долга с купца Крохоняткина. В итоге кредиторам предложили выплатить долг по 10 копеек на рубль, чему они были несказанно рады. Дело Павла Крохоняткина закрыли.
После разорения, видимо, обладавший крепким здоровьем Крохоняткин прожил еще восемь лет. Он умер 14 ноября 1876 года 72 лет от роду. Похоронен на Леонтьевском кладбище.